# Barrio Blanco
Blanco es un barrio de la ciudad colombiana de Cúcuta.
En 1954, El Banco Central Hipotecario adquirió la finca de Ligia Lara viuda de Vargas y ejecutó un programa de 41 viviendas unifamiliares de dos plantas. El costo de cada vivienda fue de COP$ 30.000, con cuota inicial de COP$ 7.640 y el saldo de COP$ 26.000, financiados a 20 años con un interés del 7% anual, que se dividieron en cuotas mensuales de dos COP$ 201,58.
La primera casa fue adjudicada en agosto de 1956. Debido a la simetría visual que emana del color blanco del carburo de las casas, los cucuteños y los moradores empezaron a llamarlo Barrio Blanco, dando origen a su nombre. La "Tienda de doña Bherta", en la avenida Cero A con calle 20 es la única que ha resistido los embates del tiempo. Los primeros que tomaron posesión de estas casas fueron en su mayoría médicos pertenecientes a familias prestantes de la ciudad, así como prósperos comerciantes, profesores y empleados oficiales.
Pertenece a la comuna 2 o centroriental.